# Резекненская технологическая академия
Резекненская технологическая академия (латыш. Rēzeknes Tehnoloģiju akadēmija) — государственное высшее учебное заведение в Латвии, Резекне. Академия предлагает академические программы обучения в области филологии, истории, педагогики и науки управления, а также различные профессиональные программы обучения в области педагогики, инженерии, права и науки управления.

## История
В 1922 году в Резекне был основан педагогический колледж. Народный фронт Латвии поддержал принцип дальнейшего высшего образования в Латгалии в 1980-х годах. Занятия на базе Латвийского университета начались в 1991 году, а Резекненская высшая школа была официально учреждена в 1993 году.
Нынешнее название было принято в 2016 году.